# 塞萨洛尼基
塞萨洛尼基（羅馬化：Thessaloníki，[θesaloˈnici] ⓘ），是希腊中马其顿大区塞萨洛尼基专区的市镇，为希腊第二大城市，也是希腊北部最大的城市，所属大区及专区的首府。市镇面积为19.307平方公里，2021年人口数量为319,045人，而整个都会区总人口则为1,092,919人。
塞萨洛尼基是希腊第二大经济、文化中心，以及东南欧主要的交通枢纽。它的商港对于希腊和东南欧腹地都非常重要。该市拥有2所国立大学，学生人数居希腊首位。作为文化中心，它以拥有大量的拜占庭建筑杰作以及一些重要的奥斯曼帝国、犹太人建筑而知名。该市以每年9月初在此举行的国际贸易博览会知名，希腊总理每年會在此发布下一年政府的计划。塞萨洛尼基还以东南欧最重要的文化活动──塞萨洛尼基国际电影节而聞名，吸引了许多国际名人。

## 地理与气候

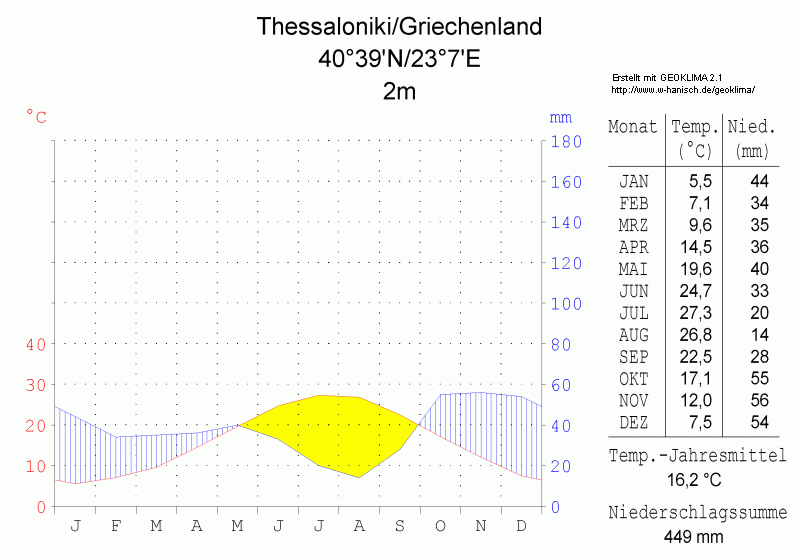
塞萨洛尼基气候

塞萨洛尼基位于希腊北部，哈尔基季基半岛的西北角，濒临爱琴海北部的一个三角形海湾──塞尔迈湾（长100公里，最寬處65公里）的东北端形成的内湾塞萨洛尼基湾（长16公里，寬8公里）。
塞萨洛尼基本身属于地中海气候，夏季干燥少雨。塞萨洛尼基以北属于大陆性气候，冬季寒冷。
| 塞萨洛尼基（1959-1997） | 塞萨洛尼基（1959-1997） | 塞萨洛尼基（1959-1997） | 塞萨洛尼基（1959-1997） | 塞萨洛尼基（1959-1997） | 塞萨洛尼基（1959-1997） | 塞萨洛尼基（1959-1997） | 塞萨洛尼基（1959-1997） | 塞萨洛尼基（1959-1997） | 塞萨洛尼基（1959-1997） | 塞萨洛尼基（1959-1997） | 塞萨洛尼基（1959-1997） | 塞萨洛尼基（1959-1997） | 塞萨洛尼基（1959-1997） |
| 月份                    | 1月                     | 2月                     | 3月                     | 4月                     | 5月                     | 6月                     | 7月                     | 8月                     | 9月                     | 10月                    | 11月                    | 12月                    | 全年                    |
| ----------------------- | ----------------------- | ----------------------- | ----------------------- | ----------------------- | ----------------------- | ----------------------- | ----------------------- | ----------------------- | ----------------------- | ----------------------- | ----------------------- | ----------------------- | ----------------------- |
| 平均高温 °C（°F）       | 9.3 (48.7)              | 10.9 (51.6)             | 14.2 (57.6)             | 19.0 (66.2)             | 24.5 (76.1)             | 29.2 (84.6)             | 31.5 (88.7)             | 31.1 (88.0)             | 27.2 (81.0)             | 21.2 (70.2)             | 15.4 (59.7)             | 11.0 (51.8)             | 20.4 (68.7)             |
| 平均低温 °C（°F）       | 1.3 (34.3)              | 2.2 (36.0)              | 4.5 (40.1)              | 7.5 (45.5)              | 12.1 (53.8)             | 16.3 (61.3)             | 18.6 (65.5)             | 18.3 (64.9)             | 14.9 (58.8)             | 10.8 (51.4)             | 6.8 (44.2)              | 3.0 (37.4)              | 9.7 (49.4)              |
| 平均降水量 mm（）       | 36.8 (1.45)             | 38.0 (1.50)             | 40.6 (1.60)             | 37.5 (1.48)             | 44.4 (1.75)             | 29.6 (1.17)             | 23.9 (0.94)             | 20.4 (0.80)             | 27.4 (1.08)             | 40.8 (1.61)             | 54.4 (2.14)             | 54.9 (2.16)             | 448.7 (17.68)           |
| 来源：                  |                         |                         |                         |                         |                         |                         |                         |                         |                         |                         |                         |                         |                         |

## 历史

### 希腊时期
塞萨洛尼基曾是古代馬其頓王国的重要城市，位于王国首都培拉东南方向约40公里处。前315年，马其顿国王卡山德在塞尔马（Therma）古城遗址上（或附近）以及周围26个村庄的基础上，建成塞萨洛尼基城，并以妻子帖撒羅妮加（亚历山大大帝同父异母的妹妹）的名字命名，她恰好出生在父亲菲利普二世在战争中取胜的那天，于是就以帮助他取胜的色萨利人的名字为新出生的女儿命名。塞萨洛尼基的意思就是“色萨利人的胜利”。
塞萨洛尼基迅速发展，早在公元前2世纪建造第一个围墙，围成一个大广场，和当时所有其他希腊城市一样，是马其顿王国内的自治部分，设有自己的市议会，作为國王的代表，国王可透過市議會介入該城的內部事務。 

### 罗马时期

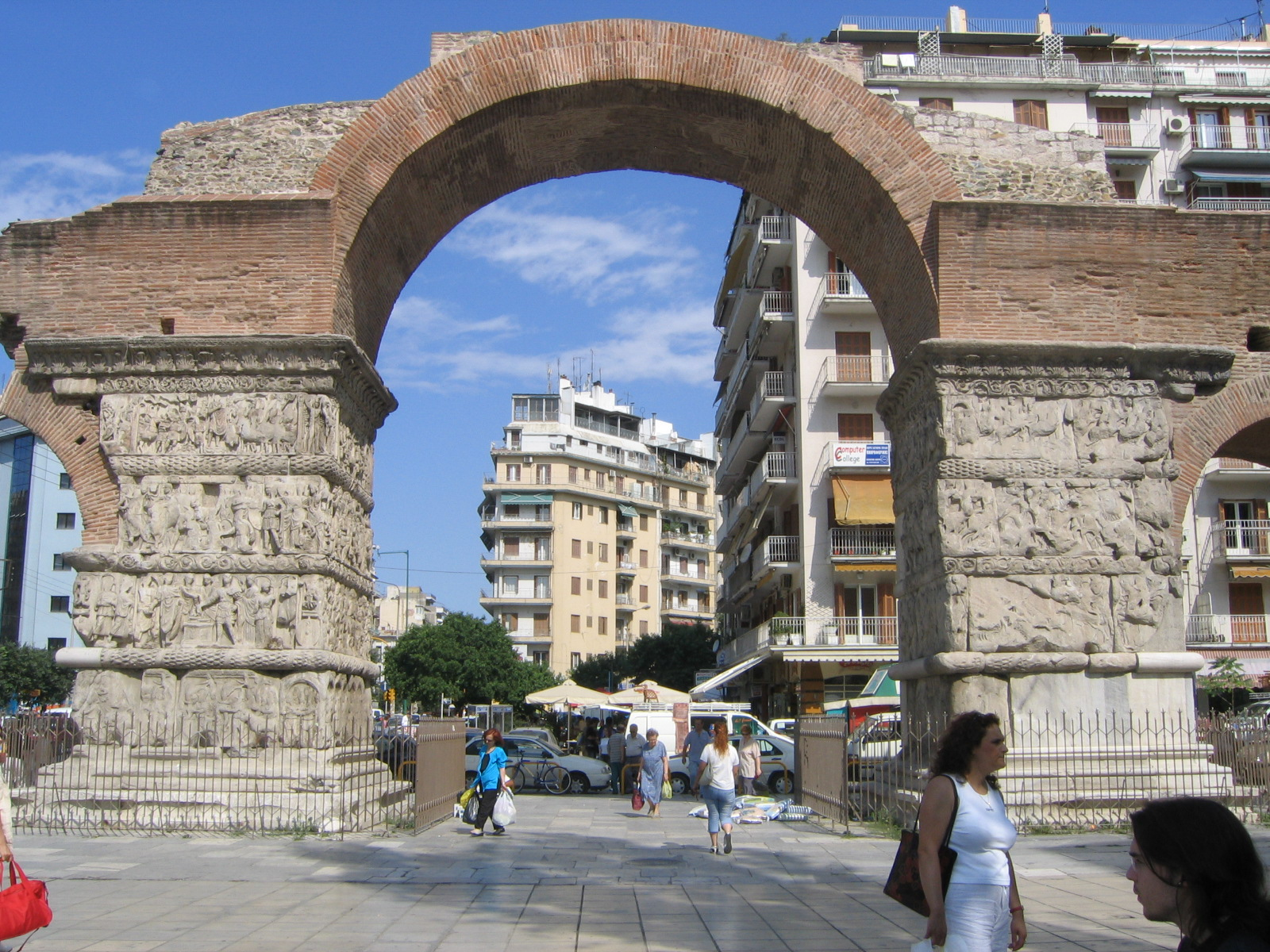
伽列里烏斯拱门

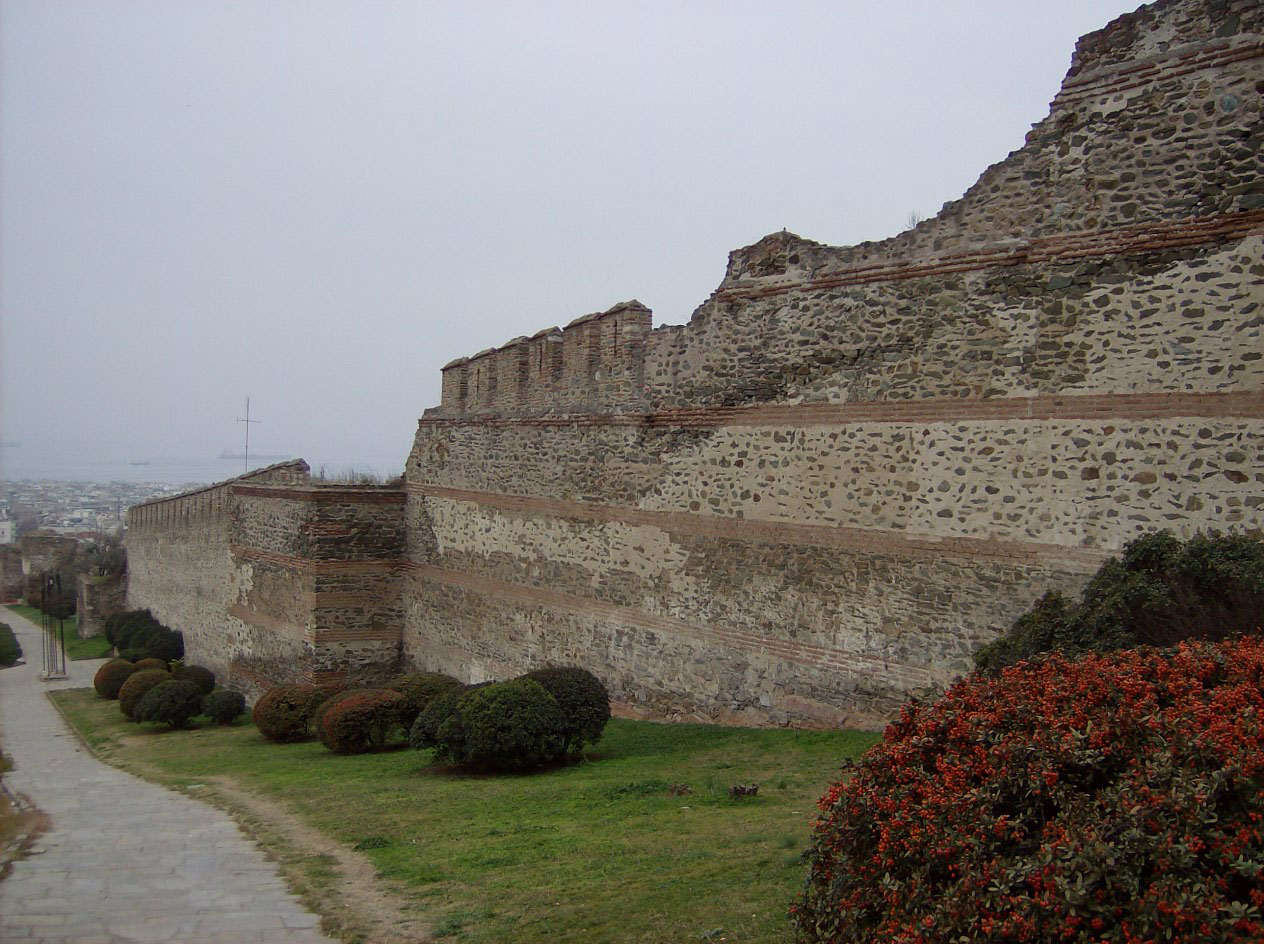
希歐多斯城牆

馬其頓王國衰落以后，塞萨洛尼基於西元前148年成为罗马共和国新设立的马其顿行省的治所，并于西元前41年成为罗马共和国的自由城市。塞萨洛尼基之后很快发展成一个重要的贸易交匯點，有一条罗马道路连接拜占庭（后来的君士坦丁堡）和第拉希（今阿尔巴尼亚的都拉斯），便於發展欧洲和亚洲的贸易。罗马在马其顿设有4个区，该城是其中一个区的首府。它拥有自治特权，但由帝國委任的保民官管治，并且帝國在此駐有軍队。公元前1世纪的一段短時期內所有希腊省份都在塞萨洛尼基的管理之下。
由於该城在商业上的重要价值，罗马人在此建造了巨大的港口──著名的“洞穴港”（Σκαπτός Λιμήν），支持该城的贸易直至18世纪，后来被Axios河的泥沙所淤塞，被开垦为田地，到远处另建辟口。旧港口的船坞遺跡今天还能在Frangon街，靠近天主教堂。
塞萨洛尼基的卫城位于北面的山上，在公元前55年色雷斯人侵襲该城的郊區之後，出于安全原因而建造。
这里有一个犹太人居留地，建立于1世纪，也是基督教的早期中心。使徒保罗曾在第二次传道行程中在该城最大的犹太会堂讲道，创立了一个早期教会的根基。由於犹太人反对他，他逃往韋里亞。保罗曾写过两封书信给塞萨洛尼基的基督徒团体，这就是新约圣经中的《帖撒罗尼迦前书》和《帖撒罗尼迦后书》。
306年，萨洛尼卡有了一位主保圣人圣底马翠斯（另译底米丢），据称他施行了许多奇迹来保护这座城市。他是罗马帝国的希腊总督，当时的皇帝马克西米安仇视基督徒，于是他被关进罗马监狱并殉道，463年，罗马伊利里亚行省长官里昂提阿斯将那里改建成圣底马翠斯教堂，至今尚存。
380年罗马帝国皇帝狄奥多西一世在此地颁布萨洛尼卡敕令，确立基督教为罗马帝国国教，并废止了古代奥运会等非基督教习俗。

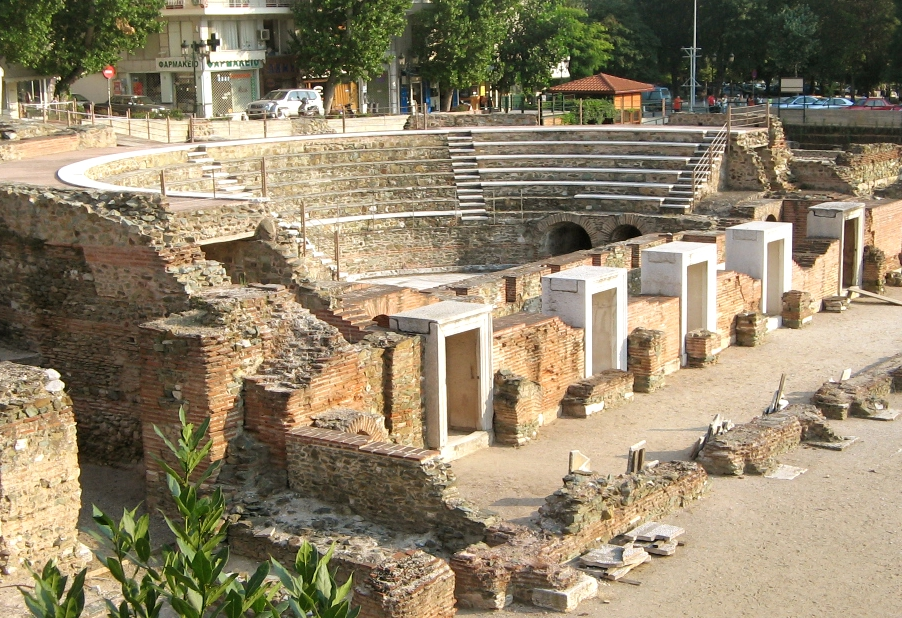
市中心的罗马广场

罗马时期另一个重要的遗迹，就是位于今天市中的伽列里烏斯拱門及墓室。

### 拜占庭时期

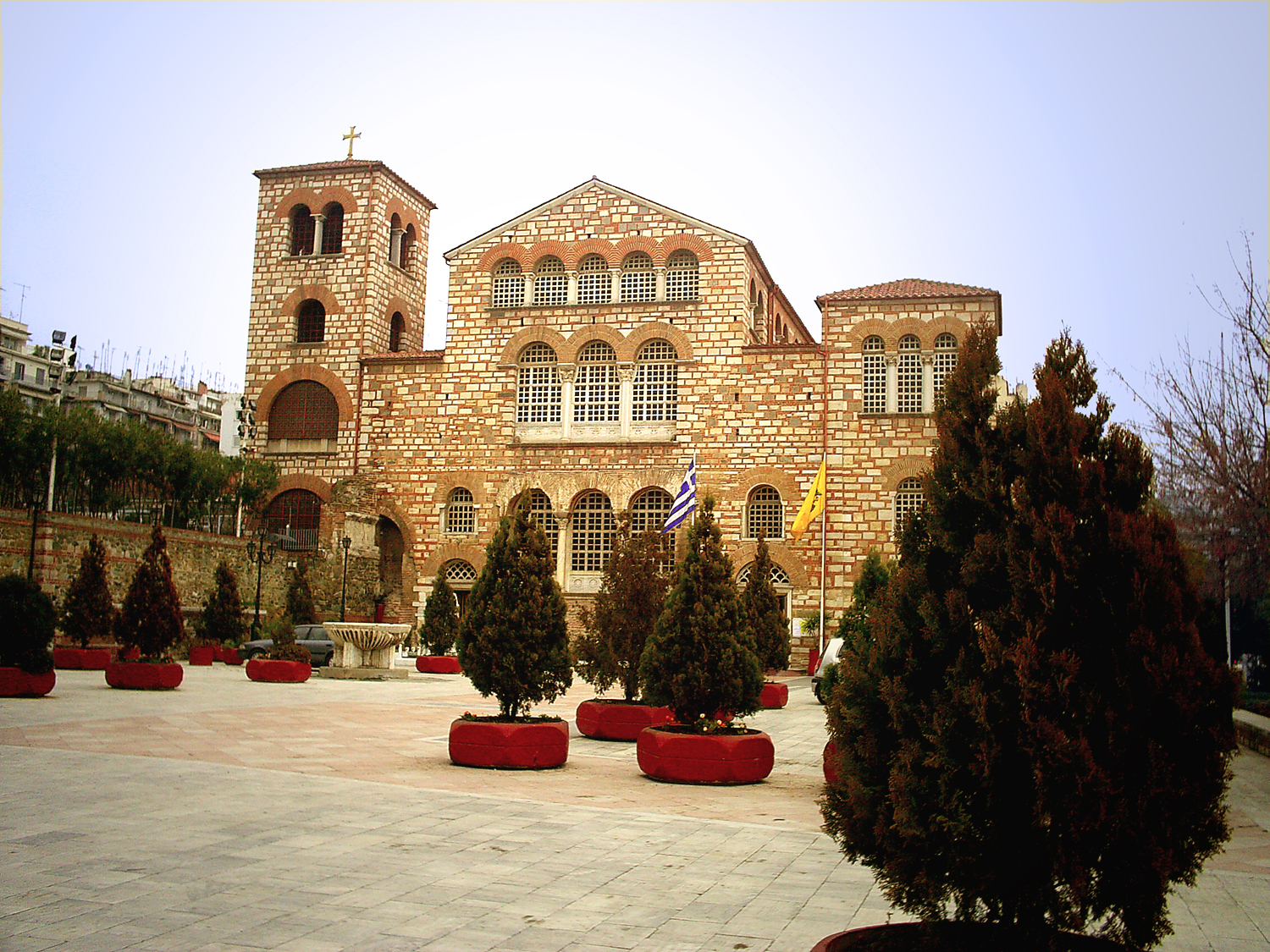
市中心的圣底马翠斯教堂

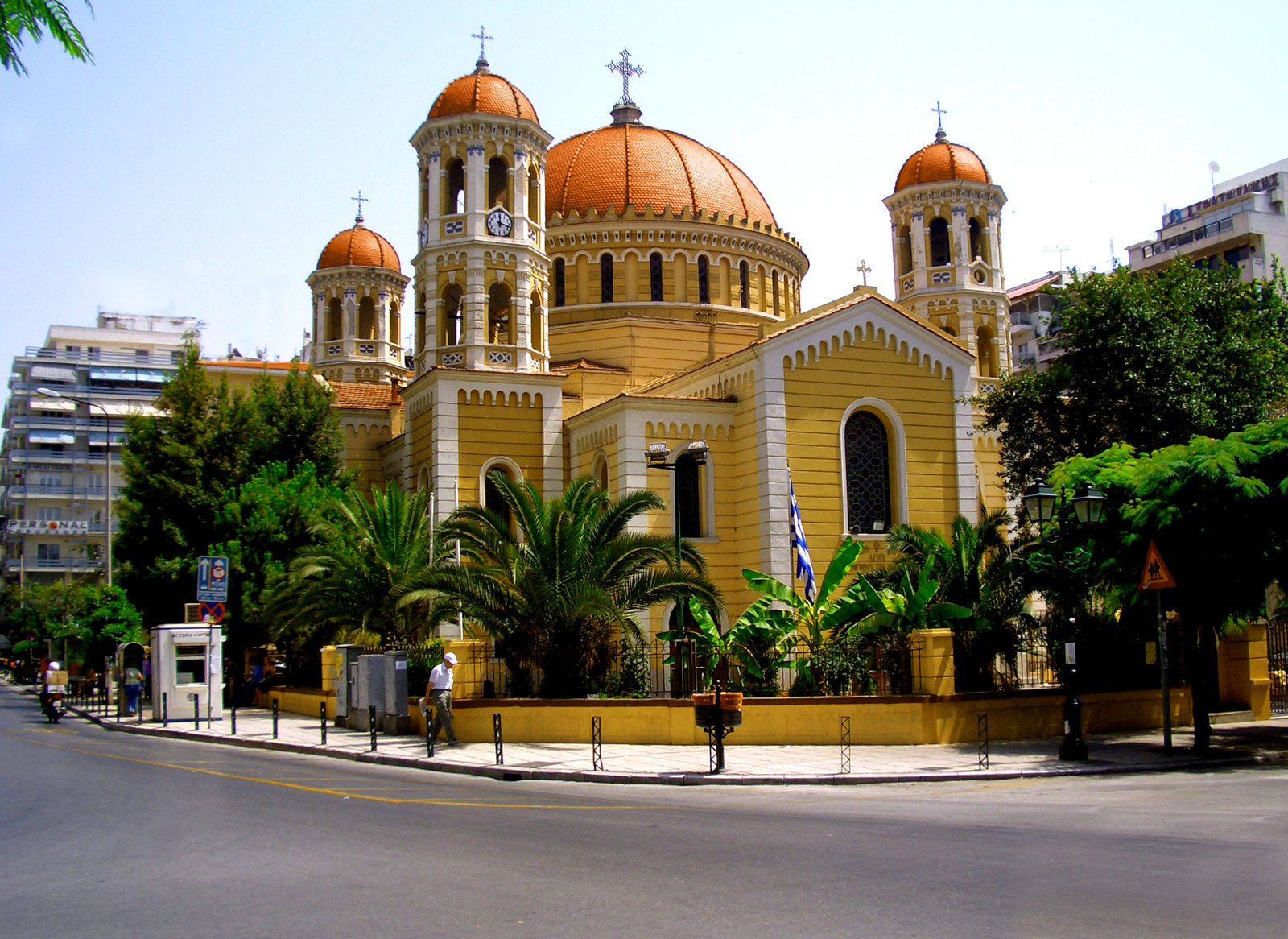

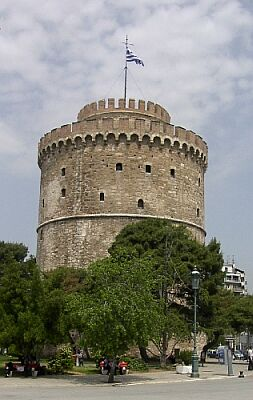
塞萨洛尼基白塔

至395年，罗马帝国分为东西两部（京城分别在君士坦丁堡和罗马），塞萨洛尼基处于东罗马──东罗马帝国控制下，其重要性仅次于首都君士坦丁堡，是拜占庭最重要的两个商业中心之一。390年，由于一名战车御者因鸡奸一名奴隶被捕的事件，而引发了一场反对皇帝狄奥多西一世及其哥特人军队的起义，一批高级官员被杀，起义被镇压后，作为报复，7,000 - 15,000市民在该城的竞技场被集体屠杀，而這場屠殺亦使狄奧多西一世被临时逐出教会。
接着是一段安宁繁荣的时期，直到罗马帝国衰落以后，蛮族一再入侵，在620年该城又在一场大地震遭到严重毁坏，罗马广场和其他一些公共建筑物都被毁坏。在7世纪，塞萨洛尼基自身受到斯拉夫人的攻击，斯拉夫人未能夺取该城，但是在城市周围建立了大规模的斯拉夫人社区。拜占庭文献称之为Sklavinies。圣西里尔和圣美多德兄弟生于萨洛尼卡，东罗马皇帝米海尔三世鼓励他们到北面的斯拉夫地区传教；他们采纳南部斯拉夫语音作为古教会斯拉夫语的基础。9世纪，东罗马帝国决定将保加利亚货物的市场从君士坦丁堡搬到塞萨洛尼基。保加利亚沙皇西美昂一世侵入色雷斯，击败东罗马帝国军队，迫使帝国将市场撤回君士坦丁堡。 
904年，以克里特为基地的萨拉逊人夺取了该城，劫掠十天后，带着22,000名奴隶（大部分是年轻人）和许多战利品离开。
尽管受到多方的入侵，塞萨洛尼基还是很快得到了恢复。在10-12世纪进入一个新的和平与繁荣的黄金时代，拥有大量人口和繁荣的商业，带来了知识和艺术的全盛期，有众多的教堂及壁画，还有许多知名学者在此任教。每年10月，在城墙外举办著名的圣底马翠斯集市，持续6天时间。在该市有许多东罗马帝国艺术的杰作保存了下来，特别是一些古老教堂的镶嵌工艺，包括圣索非亚教堂（Αγία Σοφία）和圣乔治教堂。在12世纪，由于Komnenoi皇帝的强有力的统治，东罗马帝国向北远扩张到塞尔维亚和匈牙利，塞萨洛尼基的经济继续扩展。当时该市繁荣的另一个标志，是设在这里的帝国的造币厂。
1180年皇帝曼努埃爾一世去世以后，东罗马帝国开始衰落。1185年，统治西西里岛的诺曼人，在鲍德温伯爵和里卡多·阿塞拉率领下攻占该城，带来了大规模的毁坏。但他们的统治不满一年，在两次战役中被东罗马帝国军队击败，被迫撤出该城。1204年4月13日，君士坦丁堡被第四次十字军攻陷并屠杀了四十万人，塞萨洛尼基也结束了归属于东罗马帝国的历史。同时，包括希腊北部和中部大部分地区的萨洛尼卡王国成为拉丁帝国最大的封邑。皇帝鲍德温一世将该城交给他的对手蒙費拉公爵博尼法斯，但在1224年，被伊庇鲁斯专制国的狄奥多雷一世夺取。1246年，该城被拜占廷流亡政權尼西亞帝國收复。
在14世纪，该城被Zealotes社会運動（1342-1349）所震撼。开始时是支持保守派思想的主教格雷戈里·帕拉马斯与传播社会改革思想的修道士卡拉布里亚的巴拉姆之间的宗教冲突，很快就演变成一场政治暴乱，导致Zelotes的流行，暂时统治塞萨洛尼基，实行改革的社会政策。 

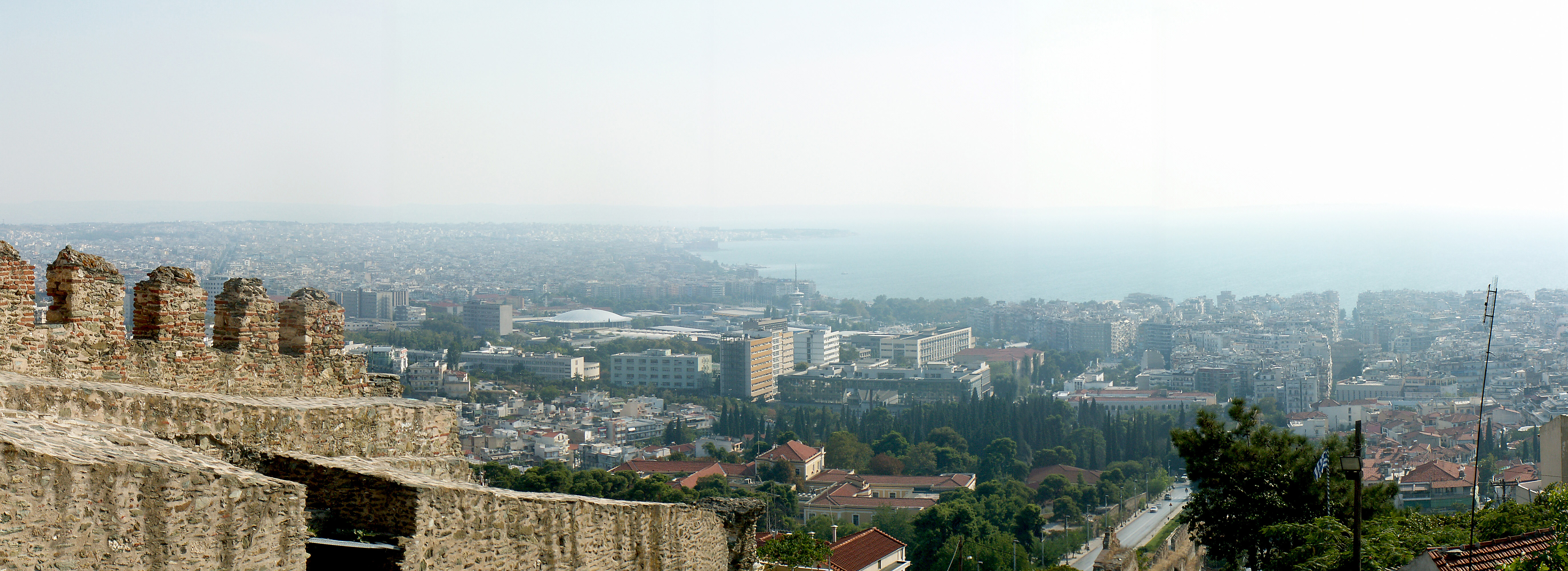
从拜占庭城墙上观看市区中部和东部

### 奥斯曼时期

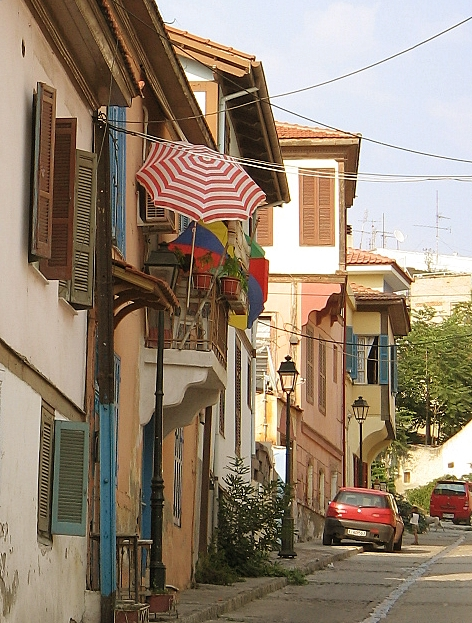
上城的奥斯曼时期的街道

1387年，奥斯曼帝国占领了塞萨洛尼基，但在1402年与帖木儿帝国的安卡拉战役后失去了该城。不过拜占庭帝国在无法抵挡奥斯曼帝国的情势下，被迫将塞萨洛尼基出售给威尼斯共和国。1430年3月29日，奥斯曼帝国的苏丹穆拉德二世率军围攻3天以后，攻占了塞萨洛尼基。
在奥斯曼帝国时期，塞萨洛尼基涌入了大量穆斯林和犹太人。1478年，塞萨洛尼基有4,320名穆斯林和6,094名希腊东正教徒，以及少数的天主教徒，还没有犹太人。但是到1500年，人口构成发生了变化：3,770名犹太人、7,986名希腊东正教徒、8,575名穆斯林，穆斯林的人数居首位。这些犹太人属于当时从西班牙被驱逐出来的塞法迪犹太人，奥斯曼帝国出于阻止希腊东正教徒占人口多数的政策，接收了这些犹太人。到1519年，塞萨洛尼基的犹太人已经达到15,715人，占总人口的54%。在此后的4个世纪中，瑟法地犹太人、穆斯林和希腊东正教徒一直是该市的3大主要群体。
土耳其人将塞萨洛尼基改名为萨洛尼卡（Selânik），直到1912年都在奥斯曼帝国统治之下，是帝国的一个省城，也是帝国内最重要的贸易与商业城市之一。1888年铁路通到这里，1896年—1904年新建了现代的港口设施。现代土耳其国家的创立者穆斯塔法·凯末尔·阿塔土克，1881年出生在这座城市，20世纪早期在此领导青年土耳其运动。该城在當時多種文化匯粹；20世纪初有13万居民，其中6万是塞法迪犹太人，祖先1492年以后从西班牙和葡萄牙迁来。该城日常生活的语言是拉迪諾語（一种源自於舊卡斯提亞西班牙語的犹太语言）。该城的休息日是星期六，犹太安息日。其他主要的人口包括土耳其人、希腊人、保加利亚人和阿尔巴尼亚人。

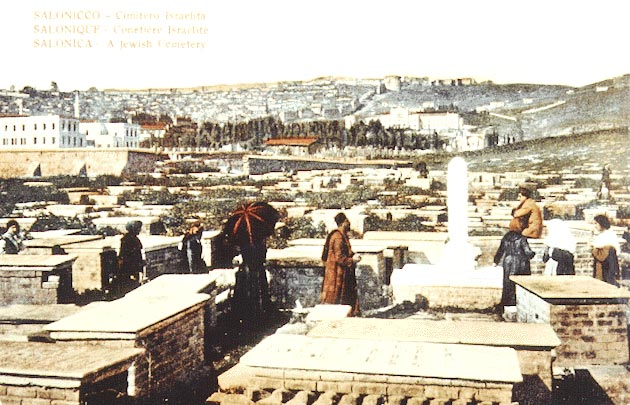
19世纪末塞萨洛尼基的犹太公墓

在至少两个世纪中，塞萨洛尼基是世界上最大的犹太城市。20世纪初该市的13万人口中，大约6万人是瑟法地犹太人。还有一些Romaniote犹太人。
在上城（Ano Poli）还能发现大火后幸存的奥斯曼时期建筑，传统木屋和喷泉。在市中心保留了许多石头砌筑的清真寺，著名的有"阿拉贾粥厂清真寺，40多座尖塔几乎全部在大火中倒塌，或在1912年以后被毁；唯一幸存的是在伽列里烏斯拱門及墓室。还有一些土耳其浴室保存了下来。

### 现代
1912年11月9日，在第一次巴尔干战争中，塞萨洛尼基的奥斯曼帝国驻军向希腊军队投降。次日，保加利亚军队到达，声称该市属于保加利亚。于是进入紧张的共管时期。1913年3月18日，希腊国王乔治一世在塞萨洛尼基被刺。
奥斯曼帝国被击败，过去的盟国之间由于领土归属争议，立刻又爆发了第二次巴尔干战争。奥地利政府提议将塞萨洛尼基变成一个中立的国际化城市，既不属于希腊，也不属于保加利亚、土耳其和“犹太”，类似于后来的但泽；这个中立区面积400-460 km²，人口有26万。1913年8月10日签订的布加勒斯特条约最终确定了塞萨洛尼基的归属。但是在希腊，该市的解放日确定在1912年10月26日，主保圣人的纪念日。
1915年，第一次世界大战期间，协约国一支大規模的遠征軍登陆塞萨洛尼基，使用该城作为抵抗亲德国的保加利亚的基地。一個由Eleftherios Venizelos領導的親協約國臨時政府亦因而成立，與傾向中立的希腊国王分庭抗禮。 
1917年8月，城市的大部分被法国驻军引起的一场火灾事故所摧毁，火灾造成72,000人无家可归（当时全市人口为271,157人）。Venizelos禁止重建市中心，直到准备好一个完全现代化的城市规划。几年后，該規劃終由法国建筑师和考古學家Ernest Hebrard完成。Hebrard规划将塞萨洛尼基的东方特征一扫而空，从此该市成為一个欧洲风格的城市。
大火的影響之一，是摧毀该城接近一半犹太人的家園和生計，他們被迫出國。许多人去了巴勒斯坦。部分人乘搭東方快車前往巴黎。还有一些去了美国。不过，他们的数目迅速被希土战争（1919-1922）後被土耳其驅逐出境的希臘难民所填补。结果该城人口大幅上升。它的绰号“难民首都”（I Protévoussa ton Prosfígon）和“穷人的母亲”（Ftohomána），甚至今天该城的居民和文化仍带有安纳托利亚的特征。
塞萨洛尼基从1941年4月9日到1944年10月30日被纳粹德国占领。该城遭受同盟国炸弹的严重损坏，几乎全部犹太人口被纳粹灭绝，仅有一千犹太人幸存。塞萨洛尼基战后迅速得到重建，从1950-1970年代，人口增长，新建了大批现代化的基础设施和工厂，不过这一时期的发展缺少合理的规划，带来严重的交通拥堵等问题，至今仍困扰着塞萨洛尼基。1978年6月20日，塞萨洛尼基在一场强烈的地震中（6.5级）受到严重损坏，市中心一幢公寓楼倒塌，造成40人死亡，许多古代遗留的拜占庭建筑受损。
1988年，塞萨洛尼基的早期基督教和拜占庭建筑被联合国教科文组织列为世界遗产。1997年，塞萨洛尼基成为欧洲文化城市。
2004年，该城举办了2004年夏季奥运会的部分足球比赛。2008年世界博览会举办权中塞萨洛尼基被西班牙萨拉戈萨击败而未能取得，不过在2006年9月已经宣布要争取2017年世界博览会主办权。

## 人口
| 年度   | 人口    | 变化            |
| ------ | ------- | --------------- |
| 1981年 | 406,413 | -               |
| 1991年 | 383,967 | -22,446/-5.52%  |
| 2001年 | 355,953 | -19,980/-5.20%  |
| 2011年 | 315,196 | -40,757/-11.45% |
| 2021年 | 317,778 | +2,582/+0.82%   |

由于人口向郊区转移，尽管市内人口逐年减少，不过都市区人口仍在增加，达到109.29萬人（2021年统计），名列希腊第二大都市区，仅次于雅典。

### 犹太人

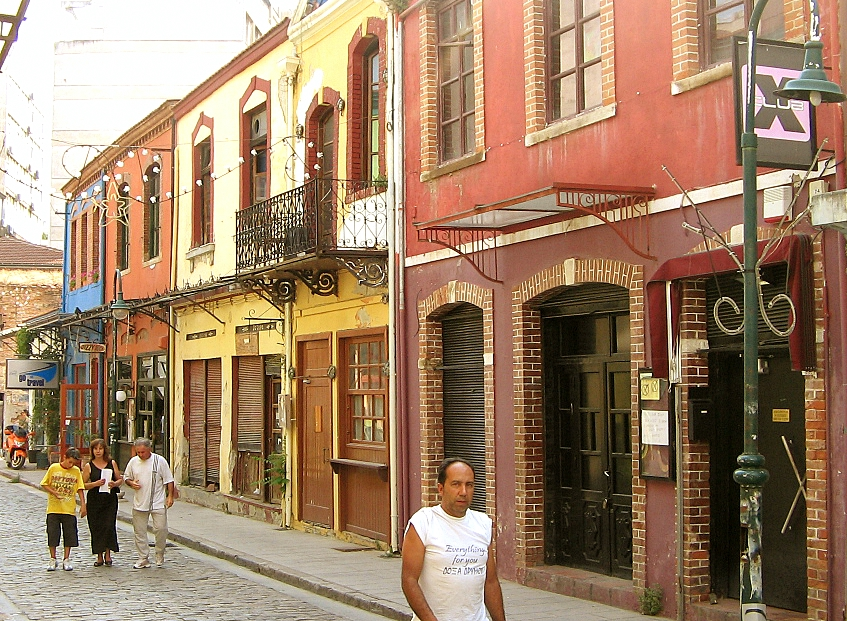
市中心昔日犹太区的店铺

塞萨洛尼基的犹太人社团，大部分是瑟法底犹太人，不过也有一些古老的、有重要历史意义的Romaniotes社团。奥斯曼帝国统治时期，塞萨洛尼基的犹太人社区占该城一半以上的人口，支配着该市的商业，直到1912年希腊夺取该城。在希腊统治下，犹太人和所有希腊人享有同等的公民权利。由于犹太人在该市影响巨大，以至于许多非犹太人也能够说瑟法底犹太人的拉迪诺语和罗曼斯语，城市在星期六──犹太人的安息日事实上停止了运作。
1917年塞萨洛尼基大火对塞萨洛尼基的犹太人社团造成了重大打击，使得5万名犹太人无家可归，许多犹太人移居到土耳其、美国、欧洲其他地区以及埃及的亚历山大。1920年，政府为塞萨洛尼基的犹太人设立了特别的选举团，使他们避免和基督徒候选人进行竞争。奥斯曼帝国崩溃以后，塞萨洛尼基的犹太商人失去了大部分市场。1922年，禁止在星期日进行贸易的蓝色法案更加重了他们的财政压力，于是许多犹太人向外移民。
在1923年小亚细亚灾祸之后，有10万名希腊难民迁入塞萨洛尼基，削弱了犹太人在该市的重要性，在两次世界大战之间，犹太人在该市人口中已经占20%。即便如此，塞萨洛尼基的犹太人社团仍在该市扮演重要角色，直到第二次世界大战期间塞萨洛尼基被纳粹占领。在犹太人大屠杀中，纳粹几乎杀害了该市96%的犹太人，基本上灭绝了当地的犹太人社团。
今天，塞萨洛尼基的犹太人已经不足1,000人，但是在美国和以色列，还存在着“塞萨洛尼基犹太人”社团。
塞萨洛尼基的犹太人人口
| 年份          | 总人口  | 犹太人 | 百分比 | 资料                                 |
| ------------- | ------- | ------ | ------ | ------------------------------------ |
| 1842年        | 70,000  | 36,000 | 51%    | Jakob Philipp Fallmerayer            |
| 1870年        | 90,000  | 50,000 | 56%    | 希腊教科书(G.K. Moraitopoulos, 1882) |
| 1882年/1884年 | 85,000  | 48,000 | 56%    | 奥斯曼帝国政府人口统计               |
| 1902年        | 126,000 | 62,000 | 49%    | 奥斯曼帝国政府人口统计               |
| 1913年        | 157,889 | 61,439 | 39%    | 希腊政府人口统计                     |
| 1917年        |         | 52,000 |        |                                      |
| 1943年        |         | 50,000 |        |                                      |
| 2000年        | 673,224 | 1,000  | 0.15%  |                                      |

## 经济
塞萨洛尼基是一个主要港口城市和工商业中心。该城主要的工业包括石油精炼、钢铁、石油化工、纺织、机械、面粉、水泥、医药和酿酒。该城还是整个东南欧的主要交通枢纽，与周围新兴的市场经济国家进行贸易。该市有相当比例的工作人口从业于中小型企业，政府雇用的比例占10%（2002年）。
塞萨洛尼基国际贸易博览会的历史可以追溯到1926年，在每年9月举办十天时间，地址设在市中心的塞萨洛尼基国际展览中心，面积180,000平方米。组织者HELEXPO组织主题展览和大会 throughout 一年。国际贸易博览会由希腊总理开幕，每年带来300,000游客。

## 名胜

塞萨洛尼基古城

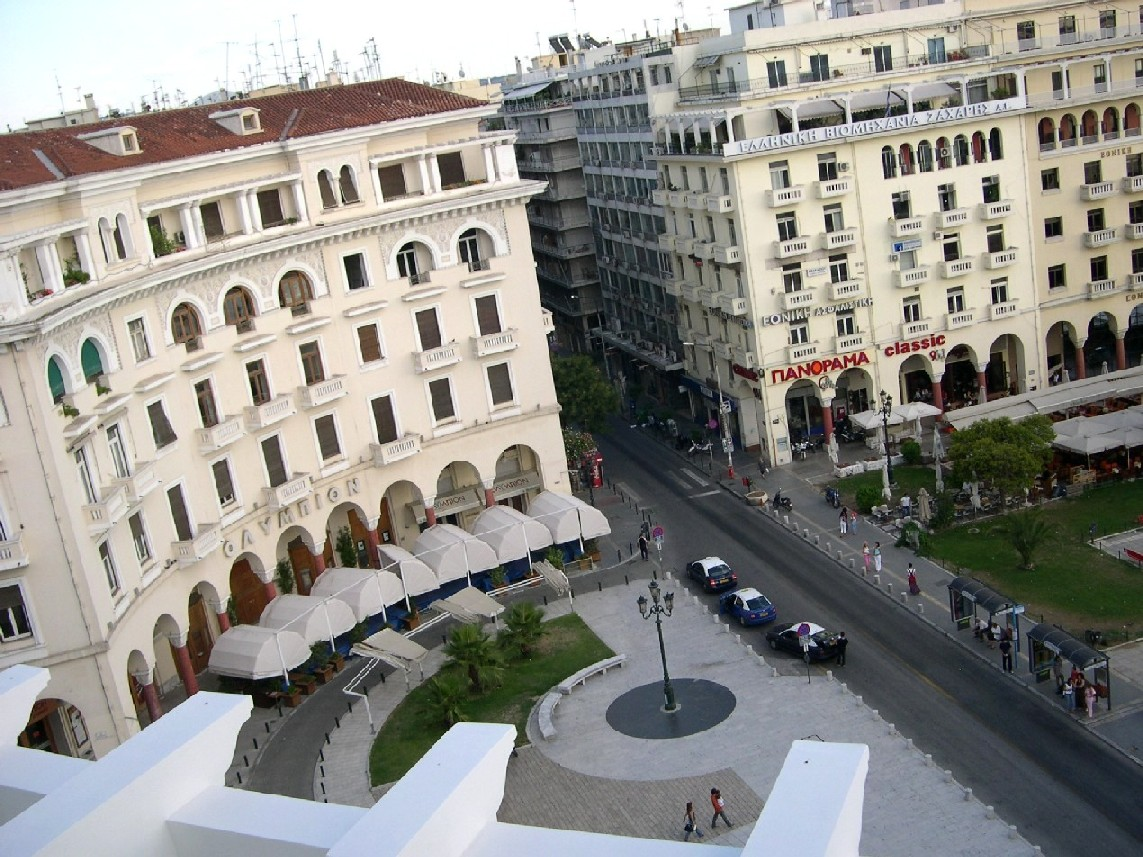
亚里士多德广场

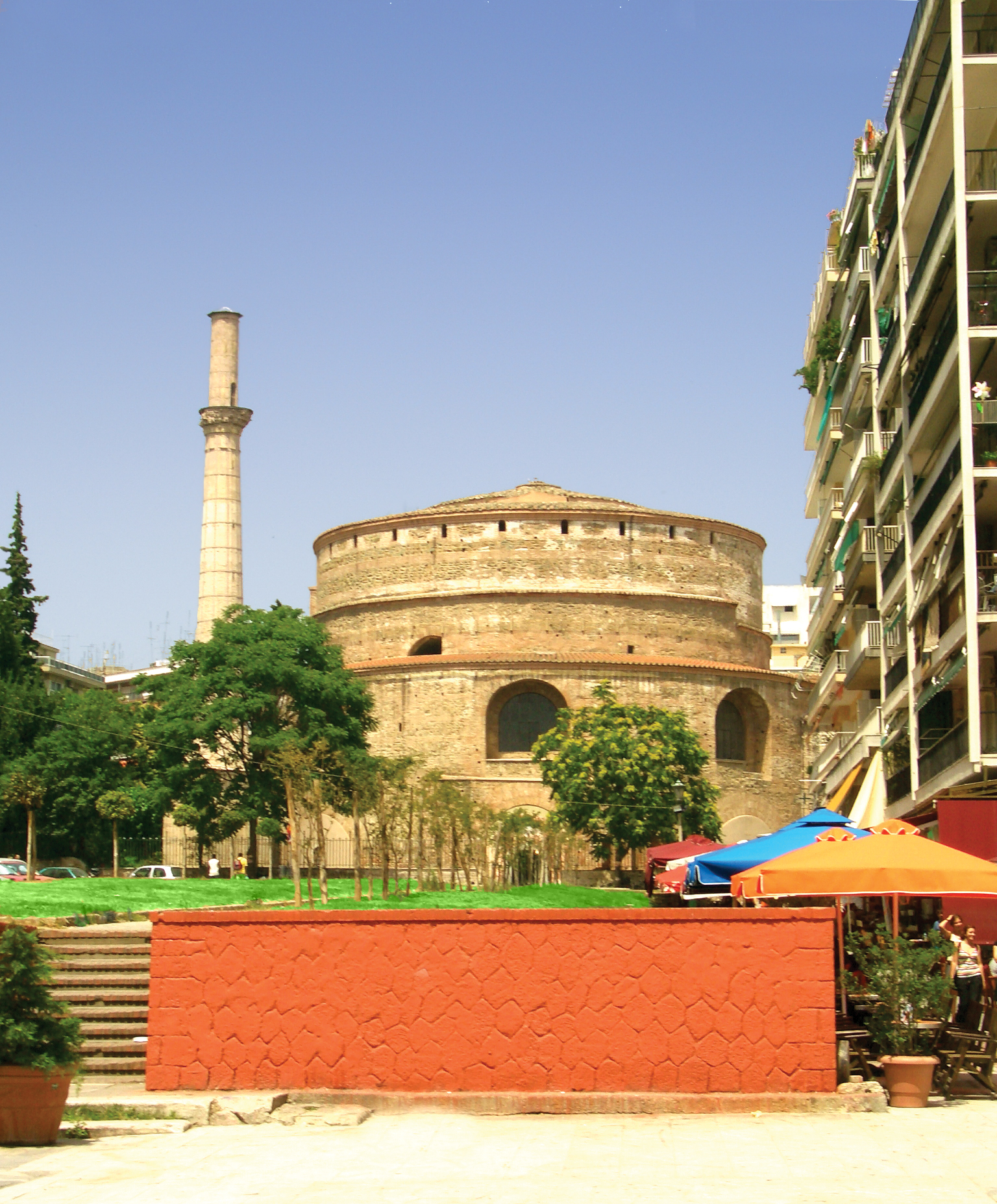
市中心圆形的圣乔治教堂

- 水滨码头地区，是塞萨洛尼基主要的吸引人之处.有许多店铺和咖啡馆，胜利大道从塞萨洛尼基白塔通往巨大的宫殿（现在是一个渡口）
- 塞萨洛尼基白塔，位于水滨码头地区，公认为该城的标志，过去是土耳其的监狱，现在设有拜占庭文明博物馆，登塔可以观看市中心和海港的美景
- 伽列里烏斯拱門及墓室，常称为Kamara，装饰华丽，用红色石头建造是一座圆形教堂，但没有传统的东正教圣幛。这座教堂建在过去希腊罗马异教庙宇的废墟上
- 圣底马翠斯教堂，全城最重要的教堂，在罗马广场的遗址上，有3个附属礼拜堂，一个博物馆，和地下墓穴，还有关押该市主保圣人圣底马翠斯的囚室
- 塞萨洛尼基古罗马广场
- OTE塔：一个电视塔，萨洛尼基博览会中心，可从其旋转餐厅俯瞰城市
- 小宫（Kyvernion），位于城市东部，前希腊国王和王后行宮
- 现代风格的塞萨洛尼基音乐厅，位于城市东部，靠近Posidonion体育中心
- 上城（Ano Poli），奥斯曼时期遗迹，有美丽的木屋，盘绕而上的街道直至全城最高处，还有一些最古老的教堂，特别是圣大卫教堂、圣尼古拉堂
- 亚里士多德广场，从海滨的胜利大道通往Panayia Halkeion教堂所有的道路汇聚而成，广场的形状像一个瓶子
- 市中心圣索非亚教堂及周围窄街
- 塞萨洛尼基城墙：上城和kastro
- Agia Paraskevi修道院
- Latomos修道院
- 罗马宫殿与竞技场
- Trigonian Tower and the Castra area

## 文化

### 博物馆
塞萨洛尼基拥有为数众多的博物馆，其中包括塞萨洛尼基犹太博物馆、马其顿当代艺术博物馆、塞萨洛尼基国立当代艺术博物馆（收藏有上千件重要的俄罗斯先锋派艺术作品）、马其顿-色雷斯民间传说与人种学博物馆、拜占庭文明博物馆、塞萨洛尼基考古博物馆、塞萨洛尼基电影博物馆、马其顿抗争博物馆、巴尔干战争博物馆、塞萨洛尼基战争博物馆、阿塔图尔克博物馆、塞萨洛尼基体育博物馆、塞萨洛尼基水博物馆、塞萨洛尼基科技博物馆、塞萨洛尼基摄影博物馆、古希腊、拜占廷与后拜占庭乐器博物馆、欧洲拜占庭与后拜占庭杰作中心、Goulandris自然史博物馆等。塞萨洛尼基白塔现在也开辟为一个博物馆。

### 文化活动
塞萨洛尼基国际电影节的前身是1960年开始举办的“希腊电影周”，到1992年正式发展成一年一度的塞萨洛尼基国际电影节，在每年9月中旬举办10天，通常有超过150部电影参展，目前已经成为巴尔干地区电影作品的主要展示橱窗，和该地区最主要的电影节。该电影节包括以下环节：国际电影环节；希腊电影全貌；新视野独立电影环节；巴尔干观察；回顾与献礼环节，曾经展示过佩德罗·阿尔莫多瓦尔、安哲罗普洛斯、阿巴斯·奇亚罗斯塔米等大师的作品。这个电影节特别关注于发现和激励世界各地的新进导演。在电影节期间通常还会举办一些音乐会或者画展。
塞萨洛尼基其他的国际性年度文化活动还有舞蹈视频节（从2000年开始，在雅典和塞萨洛尼基两地举办）。
塞萨洛尼基纪录片节开始于1999年3月。
塞萨洛尼基国际摄影节，每年2月到4月中旬在塞萨洛尼基举办。
自从1966年起，每年9月-12月举办为期3个月的文化活动，以该市的主保圣人圣底马翠斯命名，已经成为该市的一种制度，

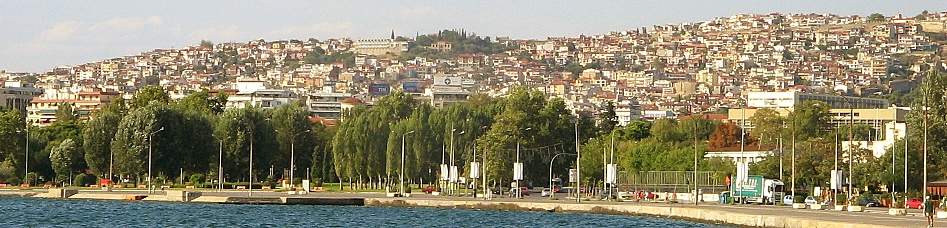
从东海岸眺望上城区

## 交通
直到1970年代，希臘1號州際公路全部完成，塞薩洛尼基才通高速公路。塞薩洛尼基現在有希臘1號州際公路通往雅典，希臘4號州際公路、希臘2號州際公路和希臘12號州際公路通往色雷斯和索菲亞。隨著塞薩洛尼基都市區人口的增長，已經出現了交通擁堵、停車泊位不足以及建築物過於密集的狀況。
目前塞薩洛尼基的公共交通有公共汽車與地鐵兩種方式。塞萨洛尼基地铁已于2024年11月开通，大大改善了市中心交通拥堵的状况。地鐵興建前曾有過多次討論，在建期間更遇到希臘經濟危機及數次考古發現中斷施工，故建設期程相當緩慢。另外还有一个提议，新建一条海底隧道，将市区西部的港口和市区东部连接起来，不过这个提议遭到相当多的反对。
该市是巴尔干地区一个重要的铁路枢纽，火车可以直达索菲亞、斯科普里、貝爾格勒、莫斯科、维也纳、布达佩斯、布加勒斯特、伊斯坦布尔、雅典以及希腊各地。
该市的航空运输，包括国际航线和国内航线，全都经由马其顿国际机场。机场的两条跑道长度较短，无法起降大型飞机，不过已经准备将其中一条跑道延伸至塞尔迈湾中（但也因此而引发了环境争议）。此外，该城是希腊第二大港口。

## 外国领事馆
有许多国家在塞萨洛尼基设有领事馆：阿尔巴尼亚、澳大利亚、比利时、保加利亚、加拿大、捷克、智利、塞浦路斯、丹麦、芬兰、法国、德国、马其顿、匈牙利、日本、拉脱维亚、立陶宛、卢森堡、墨西哥、荷兰、挪威、秘鲁、菲律宾、葡萄牙、罗马尼亚、俄罗斯、塞尔维亚、瑞典、瑞士、西班牙、土耳其、英国、美国。

## 教育

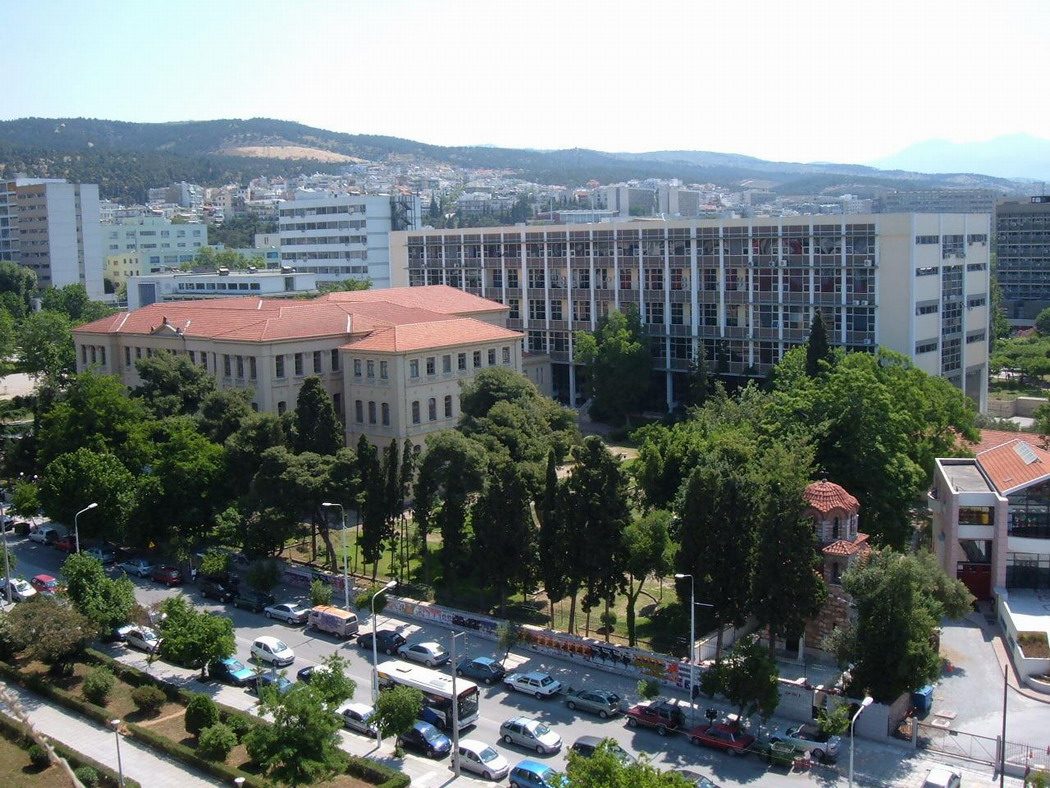
亚里斯多德大学西校区

塞萨洛尼基是东南欧地区最重要的高等教育中心之一，拥有来自全国的数量众多且活跃的学生。该城有两所大学：塞萨洛尼基亚里斯多德大学──希腊最大的大学（建于1926年）和马其顿大学。此外还有一所塞萨洛尼基技术学院，和私立大学。

## 体育
塞萨洛尼基拥有众多的足球會，其中有4支主要球队曾参加希腊足球超级联赛，在2006—07赛季中，阿里斯足球會（成立于1914年）获得第4名；PAOK足球俱乐部获得第6名；阿波罗足球俱乐部获得第12名；而最古老的伊拿克里斯足球會（成立于1908年）则获得第13名。阿波罗足球俱乐部是由希土战争之后，来自君士坦丁堡、本都和小亚细亚的希腊难民組成，成立于1926年。
阿里斯最成功的是篮球，而伊拿克里斯最著名的是排球、田径。
塞萨洛尼基的主要足球运动场是国立的卡凡佐格里歐體育場，是伊拿克里斯足球會的主场，为了2004年夏季奥运会进行了大规模整修。圖姆帕體育場是PAOK足球俱樂部的主场；克萊安西斯·維凱利季斯體育場是阿里斯足球會的主场。主要的室内运动场是国立的Alexandreio Melathron是阿里斯篮球俱乐部的主场，许多文化活动也在这里举行；PAOK体育场是PAOK篮球俱乐部的场地。

## 友好城市
- 美国哈特福德
- 保加利亚普罗夫迪夫
- 澳大利亚墨尔本
- 塞浦路斯利马索尔
- 德国莱比锡
- 意大利博洛尼亚
- 斯洛伐克布拉迪斯拉发
- 土耳其伊茲密爾
- 德国科隆
- 罗马尼亚康斯坦察
- 美国旧金山
- 法国尼斯
- 埃及亚历山大
- 以色列特拉维夫
- 中国天津
- 中国東莞
- 俄罗斯圣彼得堡
- 意大利錫拉庫薩
- 中国沈阳

## 图片

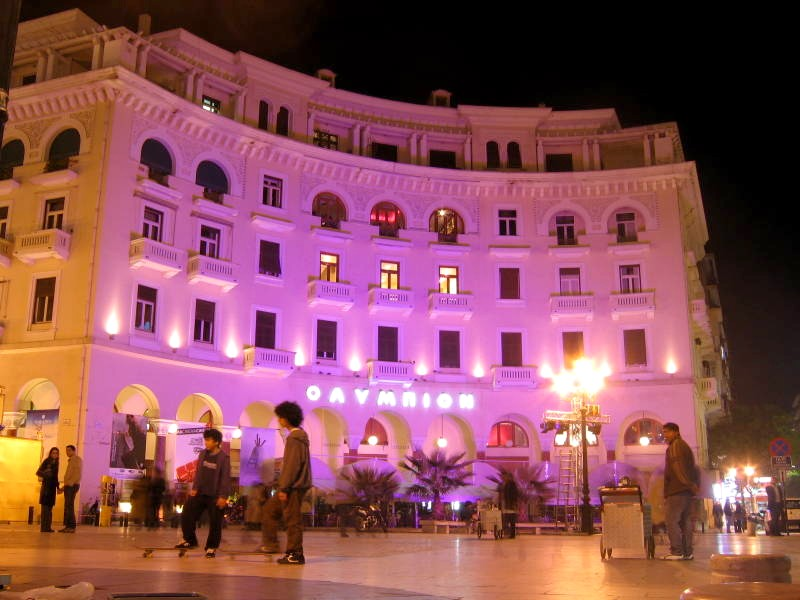
举办塞萨洛尼基电影节的场地Olympion电影院
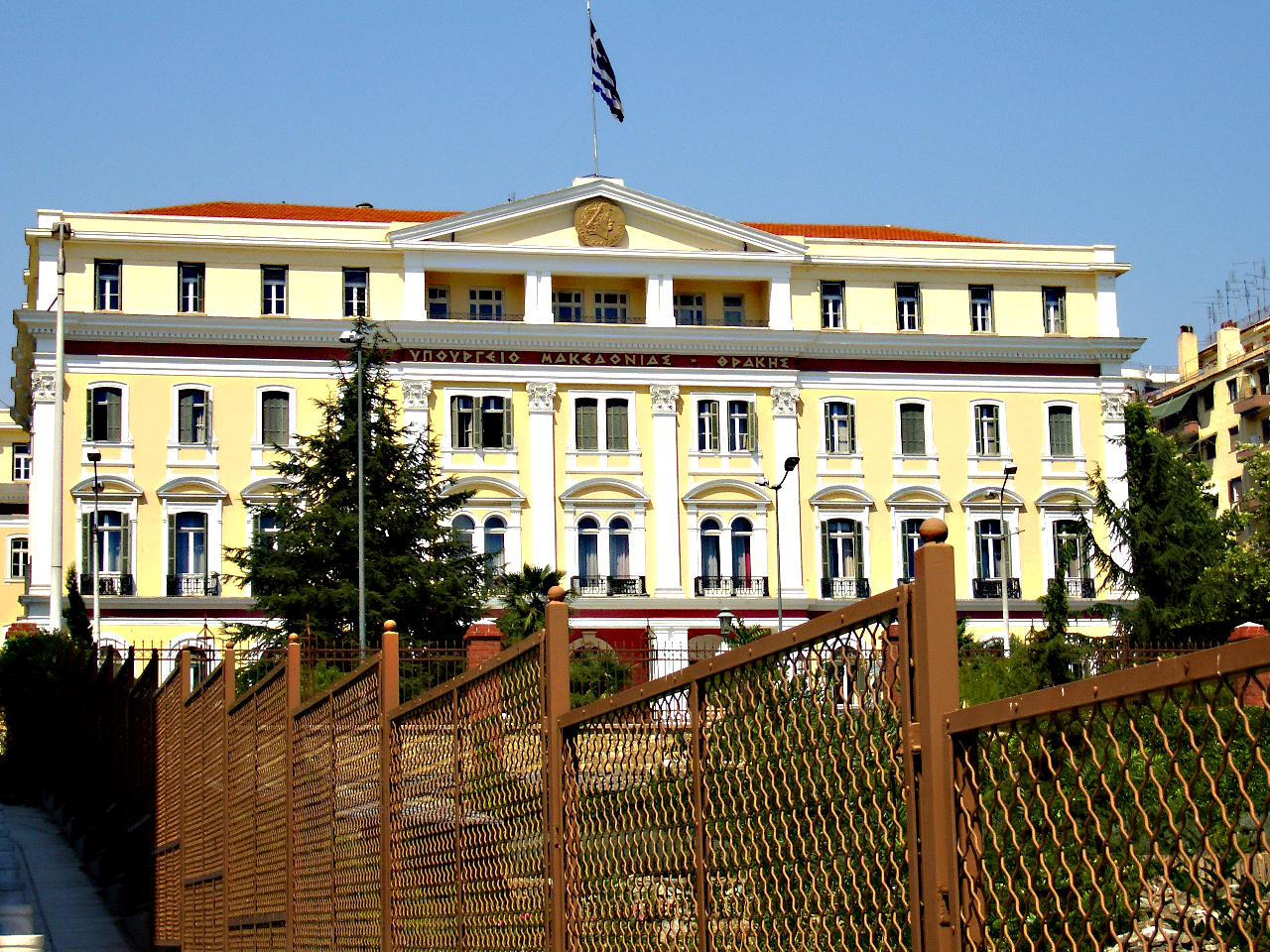
省长官邸
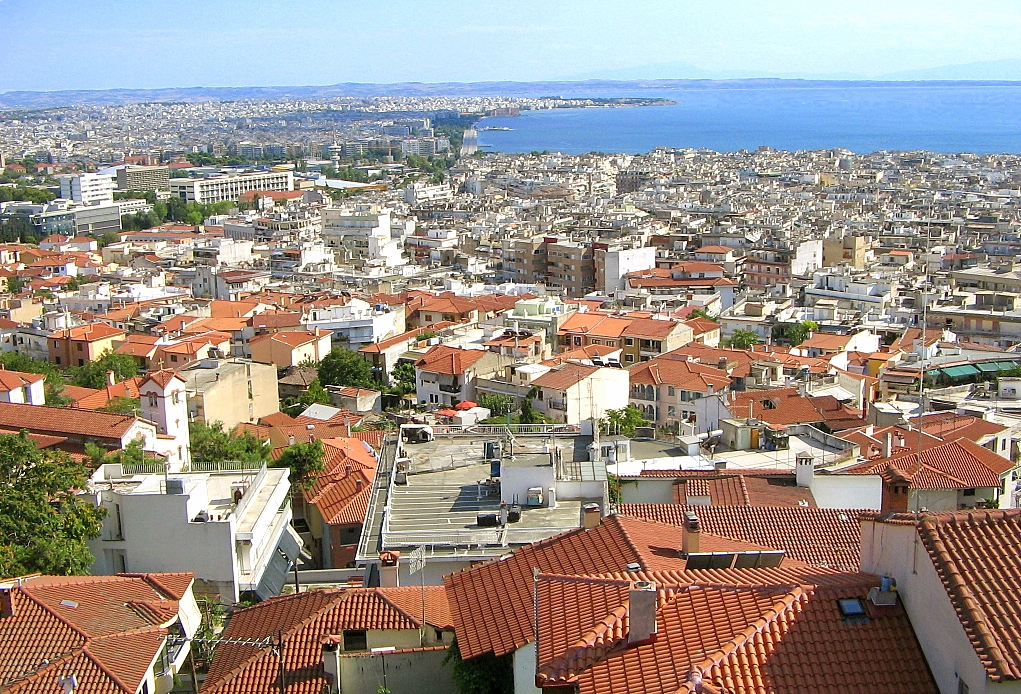
从上城眺望塞萨洛尼基的中部和东部